# Chamber Music Society
| Оценки критиков     | Оценки критиков |
| Источник            | Оценка          |
| ------------------- | --------------- |
| Allmusic            | [ 1 ]           |
| All About Jazz      | [ 2 ]           |
| Billboard           | 73/100          |
| The Daily Telegraph | [ 4 ]           |
| The Guardian        | [ 5 ]           |
| Paste               | 7.1/10          |
| Popmatters          | [ 7 ]           |
| Rolling Stone       | [ 8 ]           |

«Chamber Music Society» — третий студийный альбом американской певицы и автора-исполнителя Эсперансы Сполдинг, выпущенный 17 августа 2010 года на лейбле Heads Up International.
Виниловая версия альбома была издана в феврале 2011 года.

## История
Альбом вышел 17 августа 2010 года на лейбле Heads Up International.
Radio Music Society получил положительные отзывы музыкальных критиков и интернет-изданий, например от таких как All About Jazz, AllMusic, Popmatters.
В США Chamber Music Society достиг позиции № 34 в хит-параде Billboard 200 и позиции № 1 в джазовом чарте Top Jazz Albums с тиражом в 18 000 копий. Журнал Billboard назвал Chamber Music Society лучшим джазовым диском 2011 года.

## Список композиций
Автор всех песен Эсперанса Сполдинг, кроме оговоренных
1. «Little Fly» (слова: Уильям Блейк, музыка: Эсперанса Сполдинг) — 3:33
2. «Knowledge of Good and Evil» — 7:59
3. «Really Very Small» — 2:44
4. «Chacarera» (Leo Genovese) — 7:27
5. «Wild Is the Wind» (Дмитрий Тёмкин, Ned Washington) — 5:37
6. «Apple Blossom» — 6:02
7. «As a Sprout» — 0:41
8. «What a Friend» — 4:54
9. «Winter Sun» — 6:48
10. «Inútil Paisagem» (слова: Aloysio De Oliveria, музыка: Антониу Карлос Жобин) — 4:38
11. «Short and Sweet» — 5:52

## Участники записи
- Эсперанса Сполдинг — вокал, гитара
- Leo Genovese — фортепиано
- Terri Lyne Carrington — ударные
- Quintino Cinalli — перкуссия
- другие

## Чарты
| Чарт (2010)                            | Высшая позиция |
| -------------------------------------- | -------------- |
| Canadian Albums                        | 81             |
| Нидерланды (Album Top 100)             | 50             |
| Франция (SNEP)                         | 92             |
| Норвегия (VG-lista)                    | 13             |
| США (Billboard 200)                    | 34             |
| США (Billboard Digital Albums)         | 11             |
| США (Billboard Top Heatseekers Albums) | 1              |
| США (Billboard Top Jazz Albums)        | 1              |
| США (Billboard Top Tastemaker Albums)  | 16             |